# جوزيبي توريلي
جوزيبي توريلي (Giuseppe Torelli)؛ (مواليد فيرونا 22 أبريل 1658 - بولونيا 1709)، عازف كمان ومؤلف موسيقي إيطالي. ساهم في إثراء فن الكونشرتو غروسو. اشتهر بأعماله على آلة الترومبيت (البوق) أيضا.

## روابط خارجية
- جوزيبي توريلي على موقع ميوزك برينز (الإنجليزية)
- جوزيبي توريلي على موقع أول ميوزيك (الإنجليزية)
- جوزيبي توريلي على موقع ديسكوغز (الإنجليزية)